# Dragmacidon ophisclera
Dragmacidon ophisclera är en svampdjursart som beskrevs av de Laubenfels 1935. Dragmacidon ophisclera ingår i släktet Dragmacidon och familjen Axinellidae. Inga underarter finns listade i Catalogue of Life.